# Трёхпятнистый дасцилл
Трёхпятнистый дасцилл (лат. Dascyllus trimaculatus) — вид морских рыб семейства помацентровые.

## Описание
Трёхпятнистый дасцилл длиной 11 см. Мальки совершенно чёрные с белым пятном по бокам ниже середины спинных плавников и одним пятном на лбу. Чешуя имеет синеватый оттенок. Плавники чёрные, за исключением прозрачной задней части спинного плавника и также прозрачных грудных плавников. У взрослых животных исчезает насыщенно-чёрная окраска, а также пятно на лбу. Белые пятна по бокам уменьшаются в размере. Голова, плавники и края чешуи остаются большей частью чёрными. Имеются различные локальные цветовые формы, у которых преобладают разные оттенки серого. Однако, плавники и брюхо могут быть желтоватого цвета. Вдоль органа боковой линии у рыб от 17 до 18 чешуй.

## Распространение
Трёхпятнистый дасцилл широко распространён в Красном море и в тропической Индо-Тихоокеанской области от побережья Восточной Африки до островов Лайн и Питкэрн, на север до южной Японии и к югу до Сиднея. У Гавайев и атолла Джонстона, расположенного в 1 000 км к югу, его заменяет близкородственный вид Dascyllus albisella, а у Маркизских островов — Dascyllus strasburgi.

## Образ жизни
Рыбы живут в коралловых рифах на глубине до 55 м. Мальки живут в симбиозе с актиниями следующих видов: Entacmaea quadricolor, Macrodactyla doreensis, все 3 вида рода Heteractis и 3 вида рода Stichodactyla. Рыбы питаются веслоногими ракообразными, другими мелкими планктоновыми ракообразными и водорослями.

## Размножение
Трёхпятнистый дасцилл прикрепляет свою икру к стенам пещер или скрытых ниш. В кладке примерно 1 000 яиц. Самец охраняет икру. Через 3 дня появляются личинки длиной 2 мм, они покидают убежище и живут сперва пелагически. Родители нерестятся повторно примерно через 10 дней после появления личинок.